# Narviks kyrka

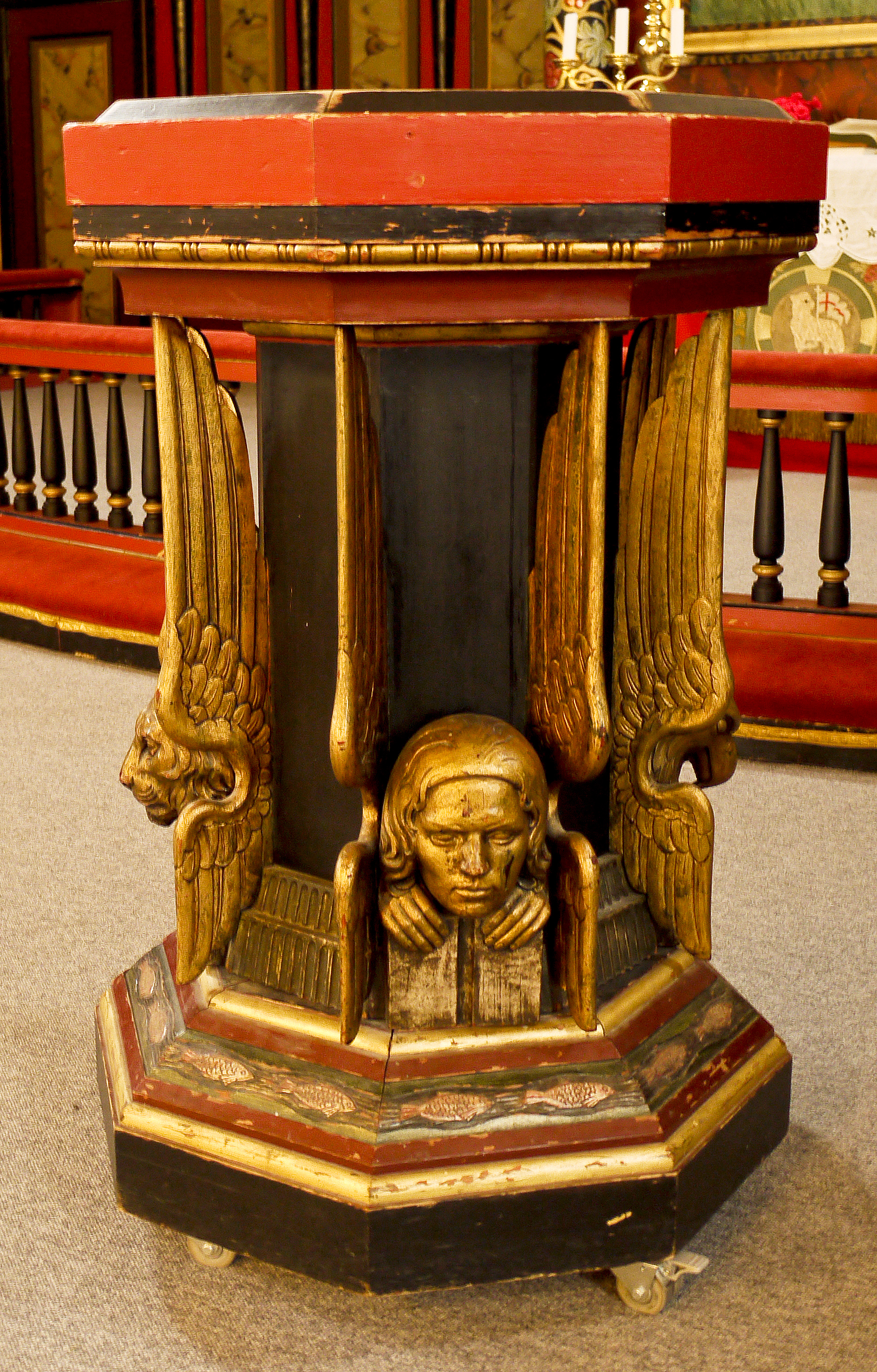
Dopfunt

Narviks kyrka ligger i stadsdelen Frydenlund i Narvik i Nordland, Norge. Det är en treskeppig kyrka i sten med 700 sittplatser. Den invigdes den 16 december 1925. Arkitekt till kyrkan var Olaf Nordhagen.

## Kyrkobyggnaden
Narvikskyrkan byggdes av sten från Ofotbanens stenbrott i Djupvik. Kyrkan stod emot bombningen av Narvik under andra världskriget. Innan Narvikskyrkan byggdes fungerade järnvägens vänthall som interimistisk kyrka från 1900 till 1925.
Kyrkan har ett medeltida formspråk med murar i natursten och höga smala kyrkfönster. Huvudskeppet omges på båda sidor av stora kolonner med olikt utformade kapitäler.
Kyrkans torn är klätt med kopparplåt.
Beslagen på kyrkans port är utförda i smidesjärn, efter teckningar av Olaf Nordhagen.

## Interiör
Altartavlan i kyrkan är målad av Eilif Peterssen.
Predikstolen är tillverkad av Ingemann Arntzen. Träsniderierna gjordes av Arnold Zimmermann.

## Bildgalleri

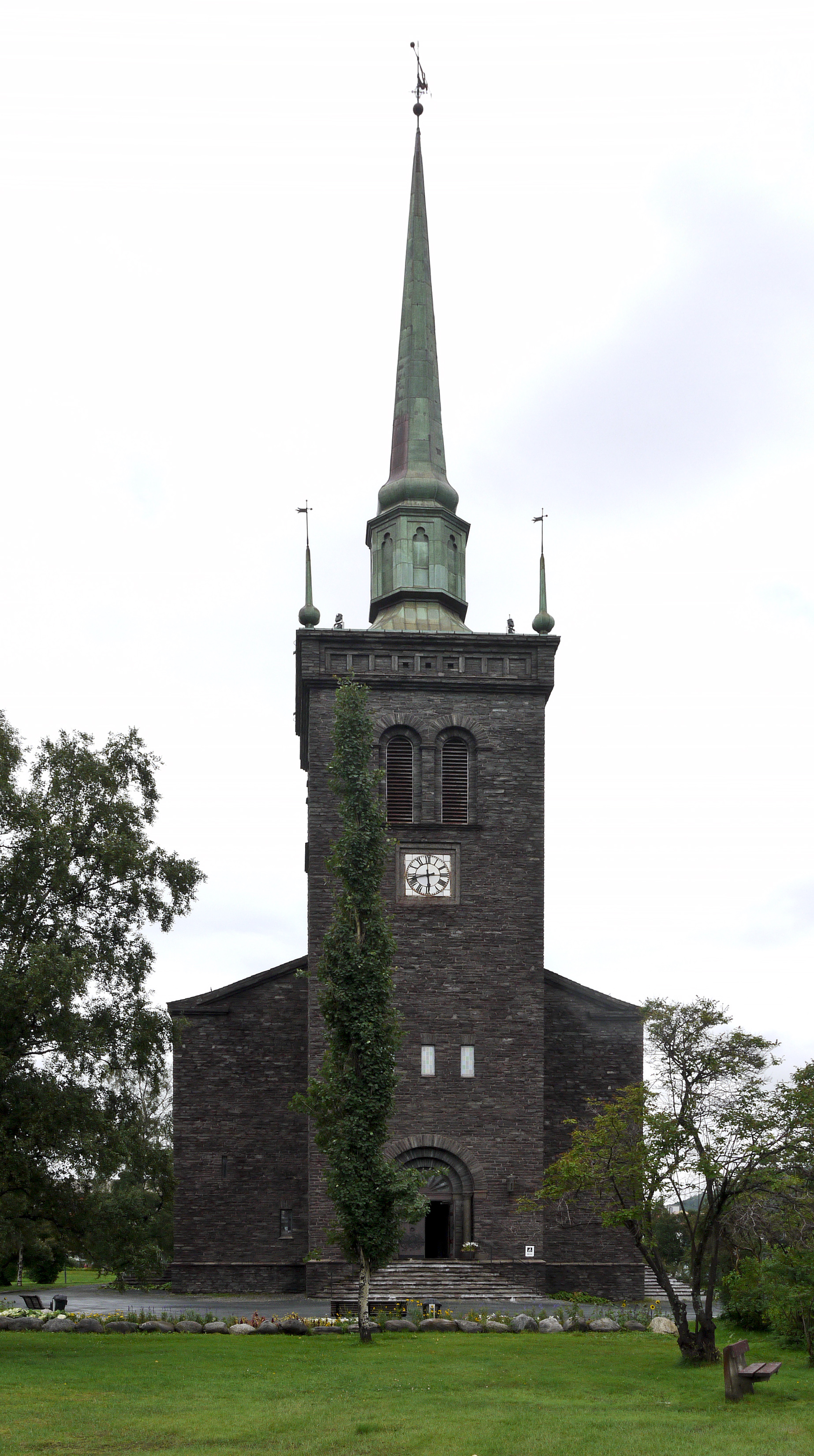
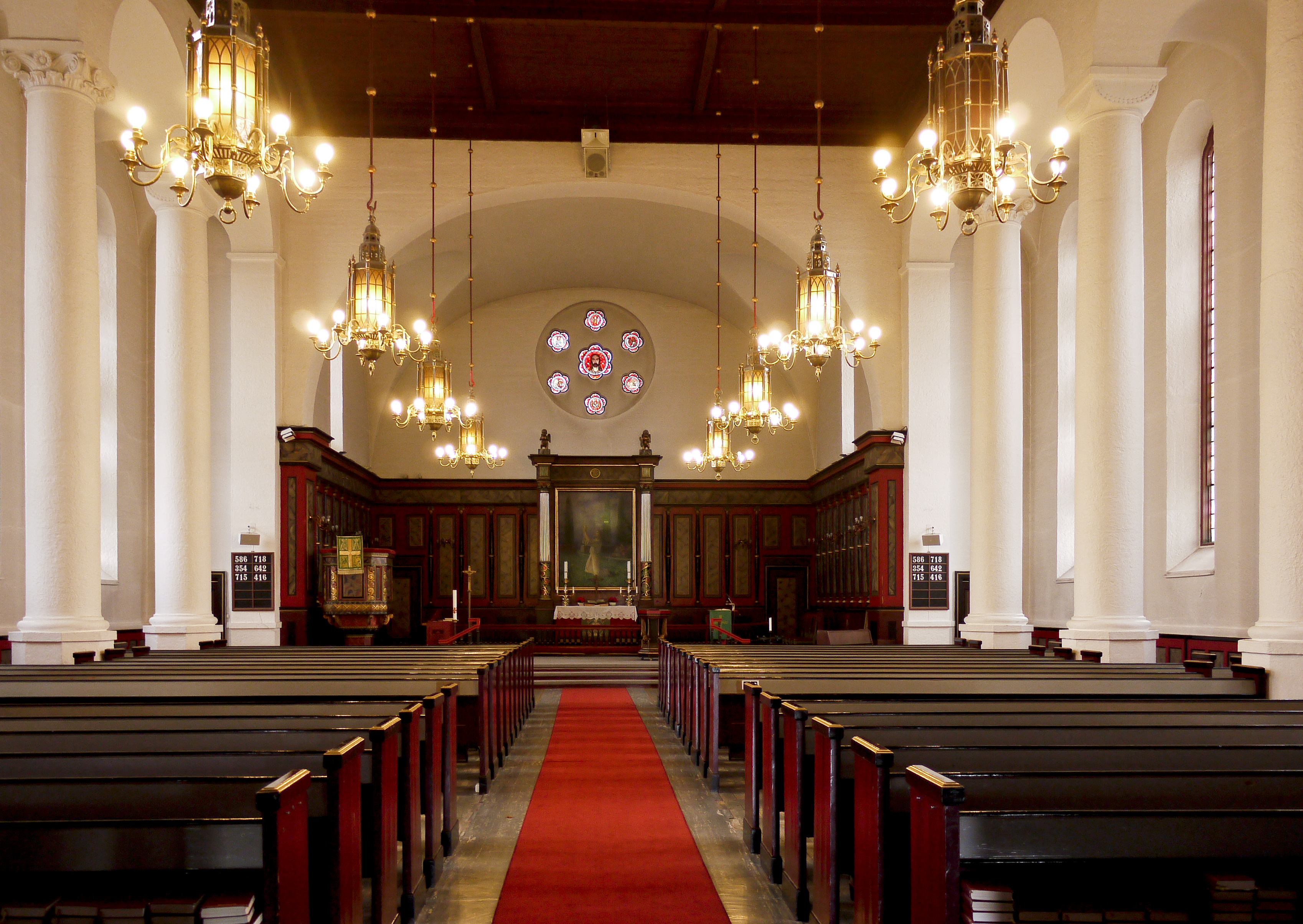
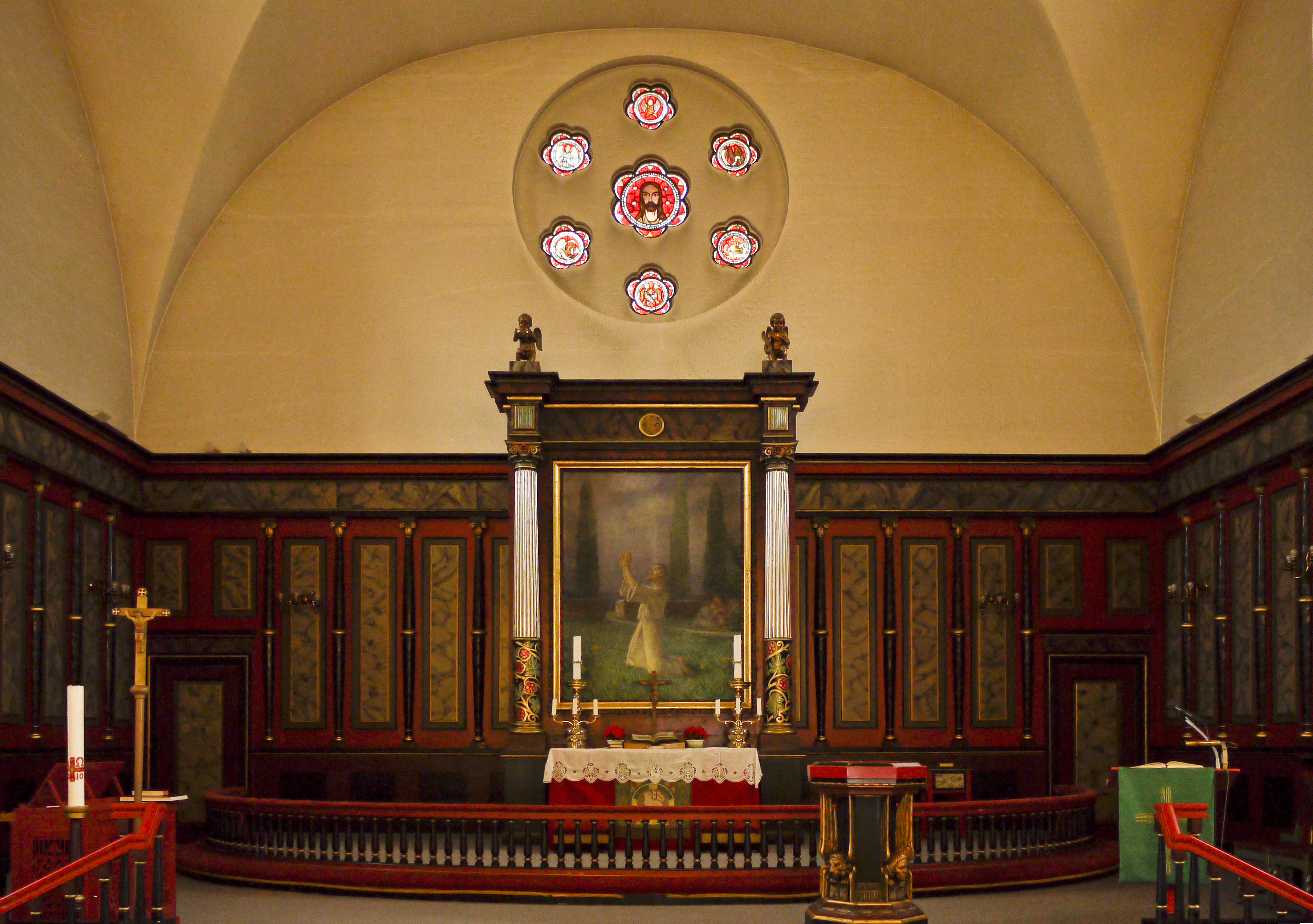

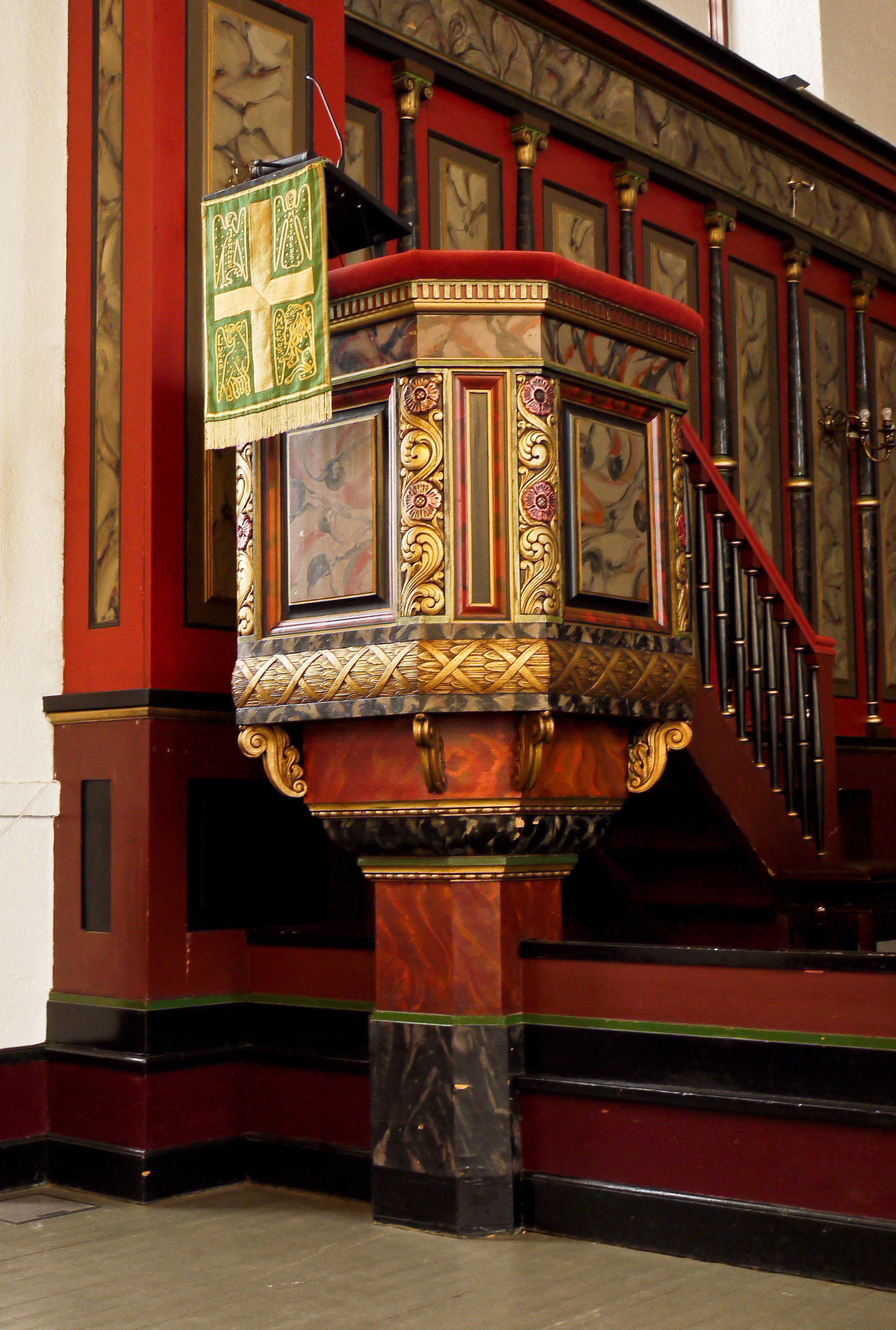
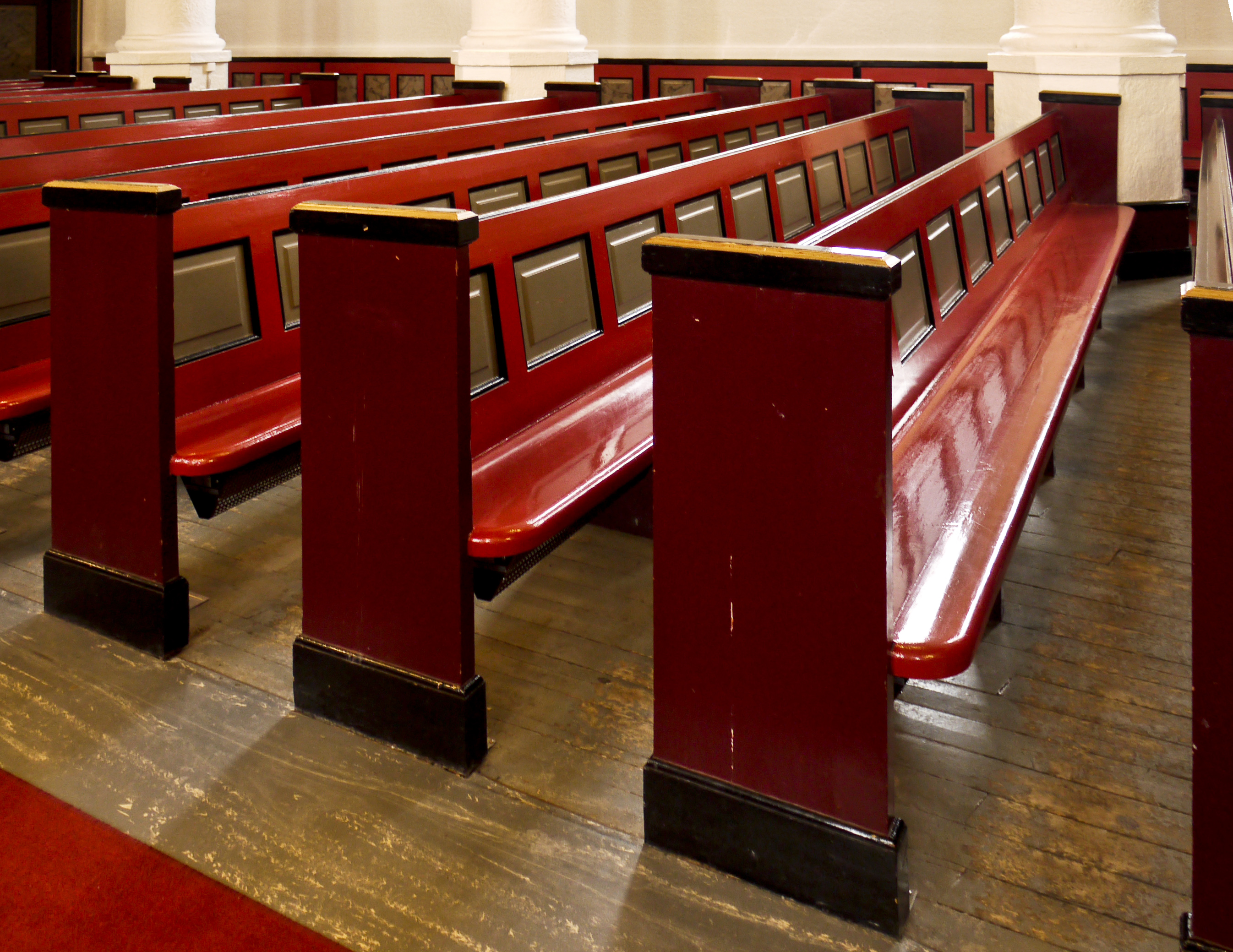
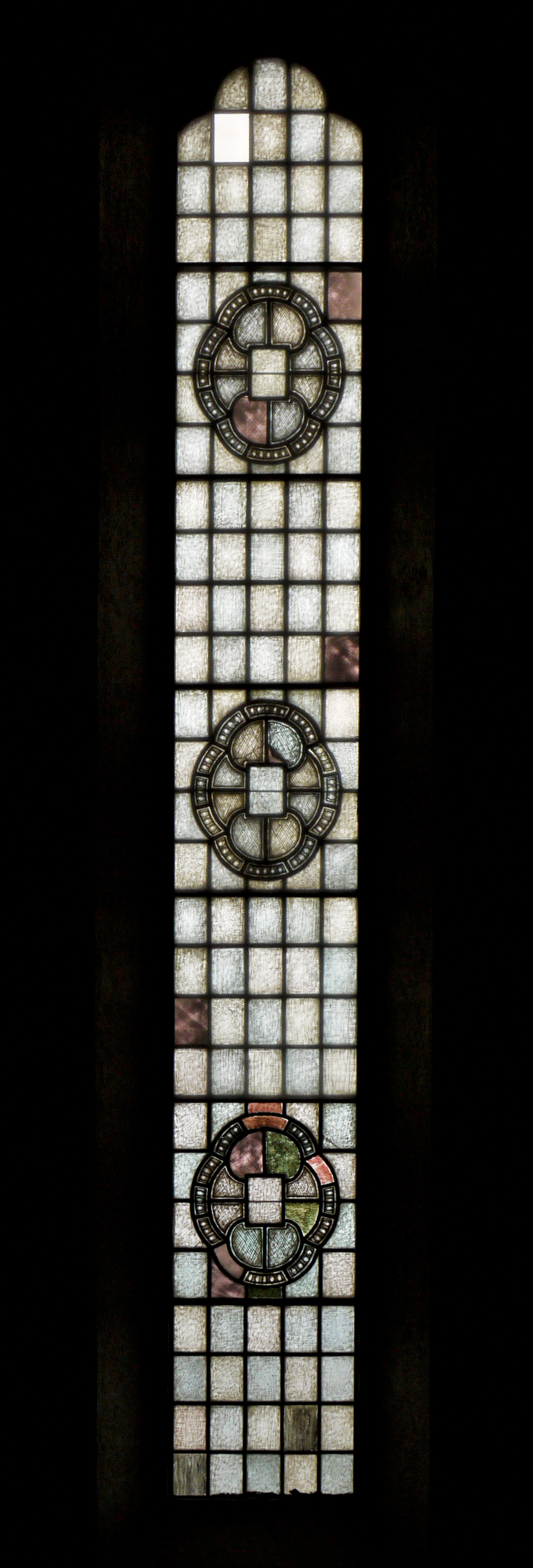

### Detaljer

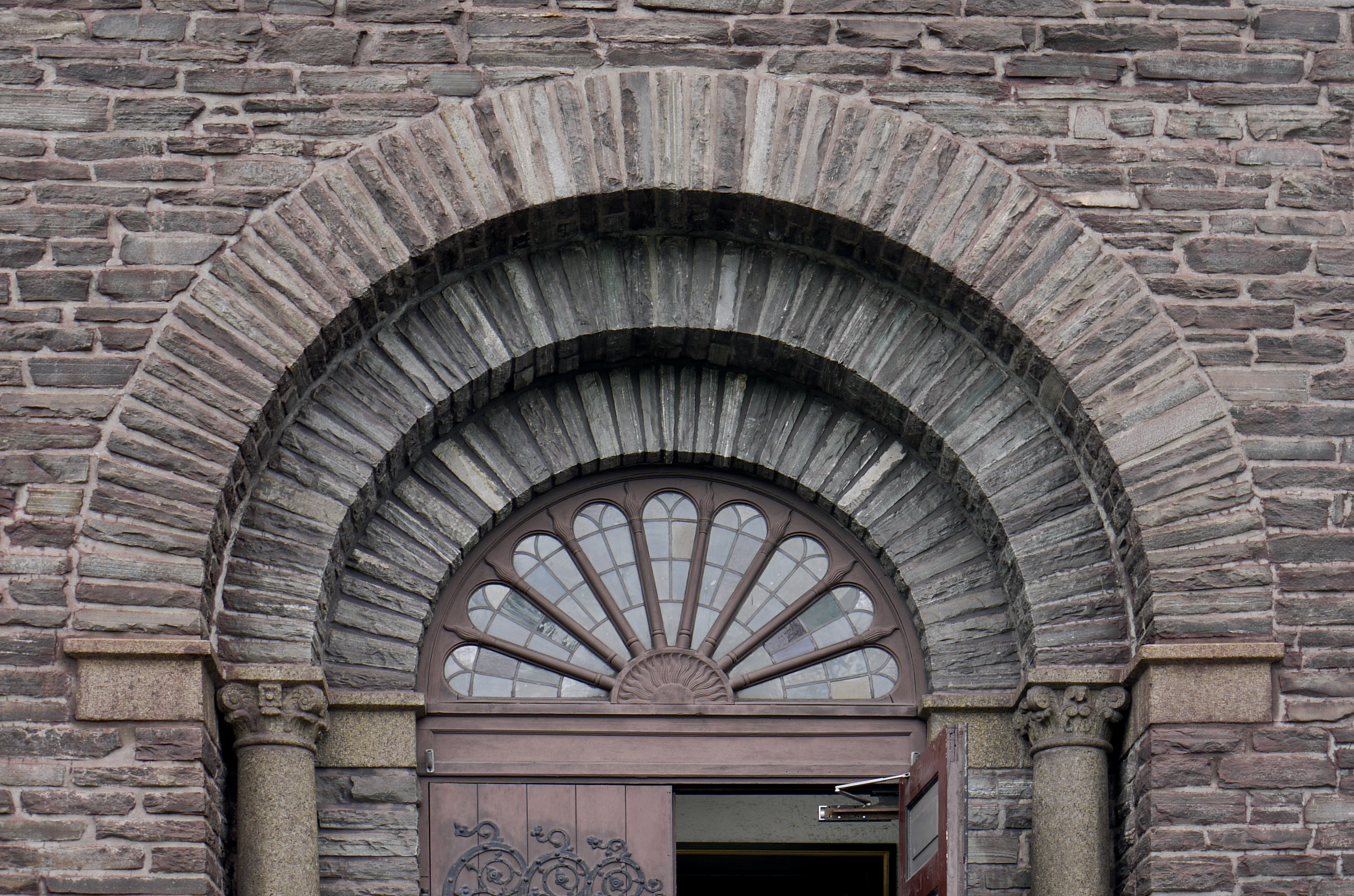
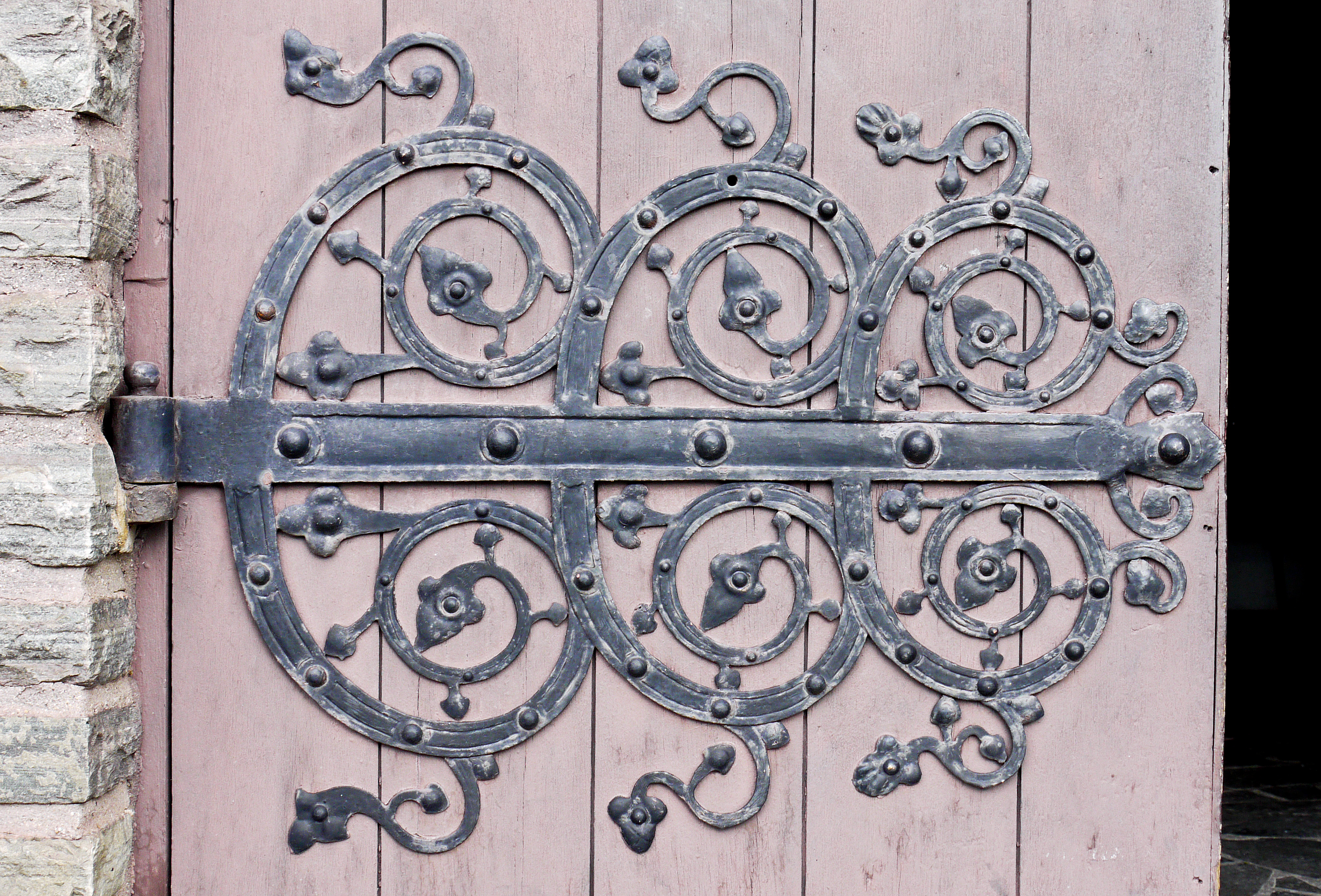
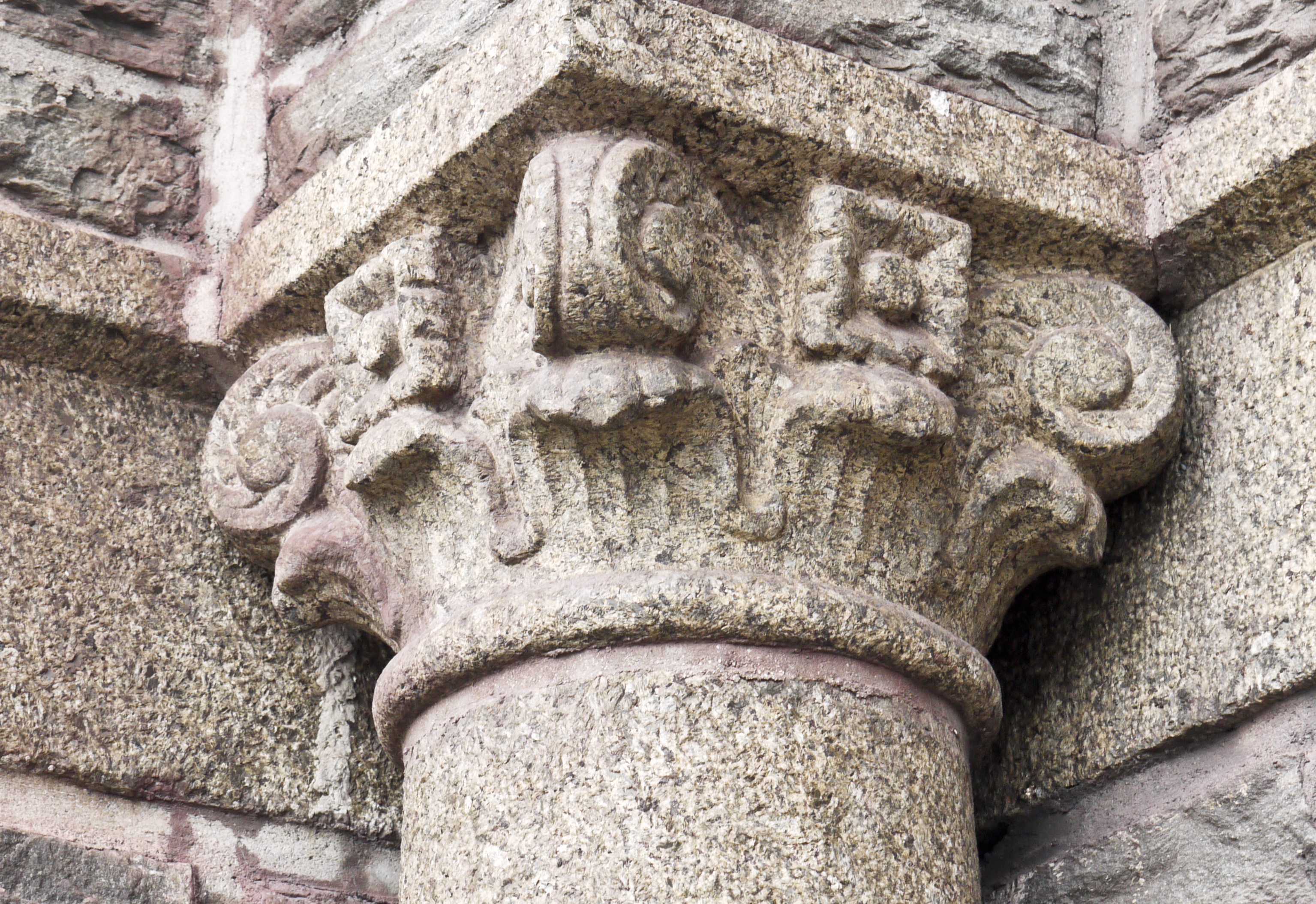
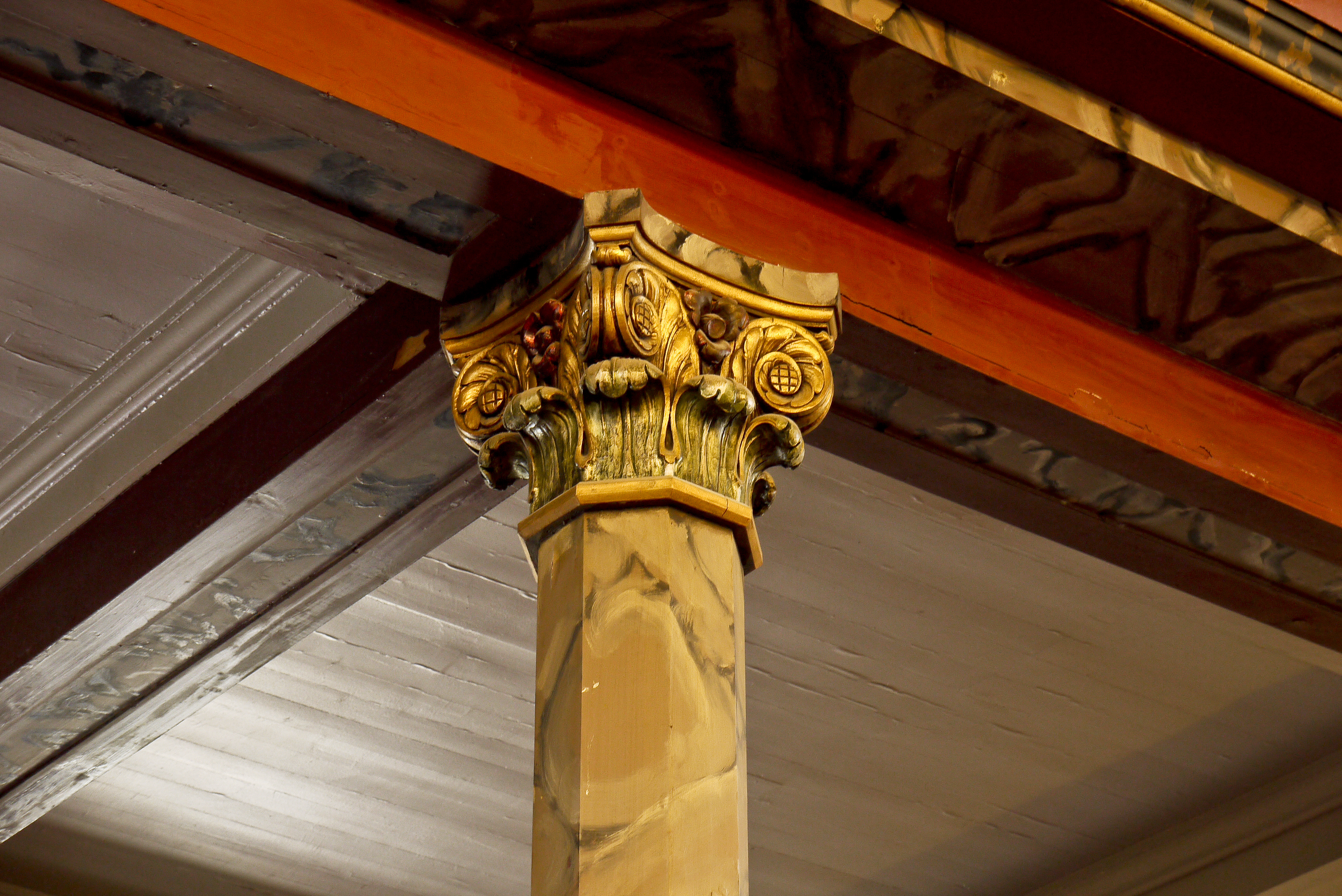